# Oscillatore controllato in tensione
L'oscillatore controllato in tensione, noto anche con la sigla VCO (dall'inglese voltage-controlled oscillator), è un dispositivo elettronico con lo scopo di produrre un'oscillazione periodica, il cui periodo, e di conseguenza la frequenza, è determinato dal valore assoluto di una tensione applicata ad un ingresso di controllo. In termini matematici la relazione generica tensione/frequenza può essere espressa come:
{\displaystyle f_{OUT}=f(\mid V_{IN}\mid )}
L'impiego di VCO si ha prevalentemente nei sistemi phase-locked loop (PLL) e nei sintetizzatori musicali di tipo analogico.

## Descrizione
In radiofrequenza la variazione di frequenza avviente tipicamente connettendo un varicap nel circuito risonante di un oscillatore, di solito Colpitts.
In banda audio è invece tipico trovare oscillatori a forma d'onda triangolare o a dente di sega il cui segnale potrà venir distorto per ottenere eventualmente una sinusoide
La caratteristica più critica del VCO consiste nella linearità della corrispondenza fra la tensione di ingresso e la frequenza in uscita. In un circuito elettronico di tipo analogico, giocano un fattore determinante le caratteristiche spurie delle forme d'onda, poiché introducono un ritardo pressoché costante al variare della frequenza, causando una non-linearità nel controllo in tensione.
Per ovviare a questo problema, il VCO viene impiegato all'interno di un intervallo di funzionamento, nel quale si conosce l'errore introdotto e si può applicare una correzione complementare.
Come tutti i dispositivi analogici, il funzionamento del VCO risente in modo vistoso delle variazioni di temperatura e della tensione di alimentazione; particolare attenzione, quindi, viene prestata nella loro realizzazione.

## Funzionamento dei VCO musicali
La corrente entrante nel circuito si divide in funzione delle due resistenze {\displaystyle R_{1}} e {\displaystyle R_{2}}: {\displaystyle I_{1}}{\displaystyle R_{1}} = {\displaystyle I_{2}}{\displaystyle R_{2}}; ad entrambi i capi dell'amplificatore la tensione è {\displaystyle V_{IN}}/2, grazie al partitore di tensione formato da tali resistori.

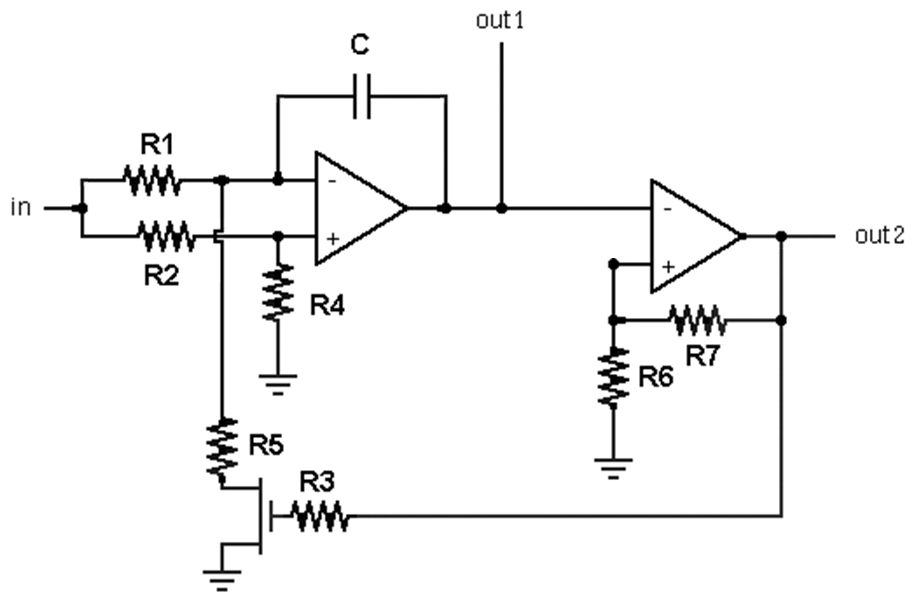
Schema dell'oscillatore controllato in tensione

La corrente che attraversa {\displaystyle R_{1}} carica il condensatore; l'amplificatore, che è parte di un circuito integratore, tende a mantenere l'ingresso invertente ad una tensione uguale a quella dell'ingresso non invertente: cerca quindi di contrastare l'azione della reazione. Il secondo operazionale è un trigger di Schmitt, il cui morsetto invertente è collegato all'uscita del primo operazionale. Il trigger trasforma il segnale uscito dall'integratore in una tensione ben definita: tale tensione varia tra due valori di tensione a seconda che l'ingresso superi una certa soglia o sia inferiore ad una seconda soglia, minore della prima.
L'uscita del trigger è quindi collegata a sua volta al transistore: la tensione così generata determina l'accensione o lo spegnimento di quest'ultimo componente. Quando il transistore si accende il condensatore si carica, mentre nel periodo in cui il transistore è spento il condensatore si scarica per compensarlo. Questo provoca un continuo lavoro di bilanciamento da parte dell'amplificatore integratore, che restituisce un'onda triangolare al secondo blocco. Il trigger trasforma tale segnale in un'onda quadra della medesima frequenza, facendo ripartire il ciclo.
I parametri che determinano la frequenza del segnale che esce dall'amplificatore sono la resistenza {\displaystyle R_{1}}, che ha la funzione di regolare il flusso di corrente che arriva al condensatore: tanto più è grande R1 tanto più lentamente avverrà la carica del condensatore; ed il condensatore C: tanto più grande è la capacità tanto più lungo sarà il tempo di carica. Quindi la frequenza f del segnale che arriverà all'out1 sarà inversamente proporzionale alla capacità C e alla resistenza R, mentre sarà proporzionale all'entità del segnale d'ingresso, {\displaystyle V_{IN}}/2.
Nel trigger di Schmitt la tensione di riferimento è nulla, in quanto {\displaystyle R_{6}} è collegato a massa. La tensione alla quale il trigger fa commutare l'uscita è la tensione che compare sul morsetto non invertente dell'operazionale: quando V- supera o diventa più piccola di V+, avendo retroazione positiva, l'uscita ha un guadagno elevatissimo e satura subito. Nel caso l'ingresso sia maggiore della tensione di riferimento, ovvero maggiore di zero in questo caso, essa è:
{\displaystyle V_{+}={\frac {V_{oH}R_{6}}{R_{6}+R_{7}}}={\frac {V_{oH}}{2}}}
essendo {\displaystyle R_{6}} e {\displaystyle R_{7}} identiche, dove {\displaystyle V_{oH}} è il valore alto dell'uscita. Nel caso l'ingresso sia minore della tensione di riferimento si ha invece:
{\displaystyle V_{-}={\frac {V_{oL}R_{6}}{R_{6}+R_{7}}}={\frac {V_{oL}}{2}}}
dove {\displaystyle V_{oL}} è il valore basso dell'uscita. Il trigger commuta quindi quando l'ingresso {\displaystyle V_{IN}} posto sul morsetto invertente supera V+ o scende sotto V-.

## Calcolo della frequenza
La corrente che entra nell'integratore è
{\displaystyle I={\frac {V_{IN}}{2R_{1}}}}
conoscendo la capacità C, e sapendo che la corrente che entra nel condensatore è I, si ha:
{\displaystyle {\frac {dV_{IN}}{dt}}={\frac {|I|}{C}}={\frac {V_{IN}}{2R_{1}C}}}
essendo nel condensatore I = CdV/dt. Sapendo che il primo amplificatore genera un'onda triangolare di ampiezza {\displaystyle V_{CC}}, si ha:
{\displaystyle R_{1}={\frac {V_{CC}}{I}}}
Ed essendo il periodo di carica τ = RC del condensatore pari alla metà del periodo totale, si ha che
{\displaystyle {\frac {T}{2}}=R_{1}C={\frac {V_{CC}C}{I}}}
Avendo in precedenza ricavato
{\displaystyle I=R_{1}C={\frac {V_{IN}}{2R_{1}}}}
si ha:
{\displaystyle {\frac {T}{2}}={\frac {2V_{CC}CR_{1}}{V_{IN}}}}
Da cui, essendo f = 1/T si ricava:
{\displaystyle f_{1}={\frac {V_{IN}}{4V_{CC}CR_{1}}}}
Si può notare che la frequenza f è inversamente proporzionale alla capacità C e alla resistenza {\displaystyle R_{1}}, mentre è proporzionale all'entità del segnale d'ingresso, pari a {\displaystyle V_{IN}}/2. L'operazione successivamente compiuta dal trigger è quella trasformare l'onda triangolare in onda quadrata.